# Ariamnes alepeleke
Ariamnes alepeleke är en spindelart som beskrevs av Gillespie och Rivera 2007. Ariamnes alepeleke ingår i släktet Ariamnes och familjen klotspindlar. Inga underarter finns listade i Catalogue of Life.